# František Ždiarsky
František Ždiarsky (ur. 9 stycznia 1927 r. w Bratysławie, zm. 8 czerwca 2004 w Wyżnie Hagi) – słowacki taternik, alpinista, przewodnik tatrzański i ratownik górski.
František Ždiarsky zaczął uprawiać taternictwo w 1947 roku, wspinał się w warunkach letnich i zimowych. Wspinaczkę uprawiał także w Alpach. W 1960 został zawodowym ratownikiem górskim, w tym roku uzyskał również uprawnienia przewodnika tatrzańskiego. Niedługo potem otrzymał I klasę przewodnicką.

## Ważniejsze tatrzańskie osiągnięcia wspinaczkowe
- pierwsze przejście środkiem południowej ściany Wschodniego Szczytu Wideł,
- pierwsze wejście na Małą Granacką Basztę, wraz z Jozefem Koršalą.